# Heinz Meister
Heinz Meister ist ein erfolgreicher Spieleautor. Seit seiner ersten Veröffentlichung von Bilderjagd 1984 bei Ravensburger hat der Fliesenleger etwa 100 Spiele veröffentlicht. Die meisten seiner Spiele sind Spiele für Kinder. 1992 erhielt er für Schweinsgalopp sowohl den „Sonderpreis Kinderspiel“ der Spiel-des-Jahres-Jury als auch den Deutschen Kinderspielepreis; auch danach hat er mit seinen Spielen diverse Auszeichnungen erhalten, wie den Schweizer Spielepreis und den à la carte Kartenspielpreis.

## Auszeichnungen

### Spiel des Jahres
- Schweinsgalopp: Sonderpreis Kinderspiel 1992
- Karambolage: Sonderpreis Kinderspiel 1995
- Zapp Zerapp: Spiel des Jahres nominiert 2001
- Bärenstark: Kinderspiel des Jahres nominiert 2002
- Daddy Cool: Kinderspiel des Jahres nominiert 2005
- Die Kullerbande: Kinderspiel des Jahres – Empfehlungsliste 2006
- Hüpf hüpf, Hurra: Kinderspiel des Jahres nominiert 2007
- Turbulento: Kinderspiel des Jahres – Empfehlungsliste 2007
- Deja-Vu: Spiel des Jahres – Empfehlungsliste 2017

### Deutscher Kinderspiele Preis
- Schweinsgalopp: 1992
- Verflixt Gemixt: 1993
- Husch, Husch, kleine Hexe: 1994
- Zapp Zerapp: 2001

### Schweizer Spielepreis
- Daddy Cool: Platz 3 Kinderspiele 2005
- Turbulento: Platz 2 Kinderspiele 2007

### À la carte Kartenspielpreis
- Schweinsgalopp: Platz 9 (2000)